# Шарль Гбеке
Шарль Гбеке (англ. Charles Gbeke, нар. 15 березня 1978, Абіджан) — канадський футболіст івуарійського походження, що грав на позиції нападника. Виступав у складі національну збірну Канади.

## Клубна кар'єра
Народився 15 березня 1978 року в місті Абіджан, Кот-д'Івуар, але у ранньому віці перебрався до Канади і виріс у Монреалі. Вихованець футбольної школи клубу «Ванкувер Вайткепс». З 1999 по 2001 рік Гбеке грав у Франції за резервну команду «Труа», після чого у Бразилії виступав за невеликі клуби «Комерсіал-СП» і «Матсубара».
У сезоні 2001 року він грав за «Ванкувер Вайткепс» і «Сіетл Саундерз» у А-лізі.

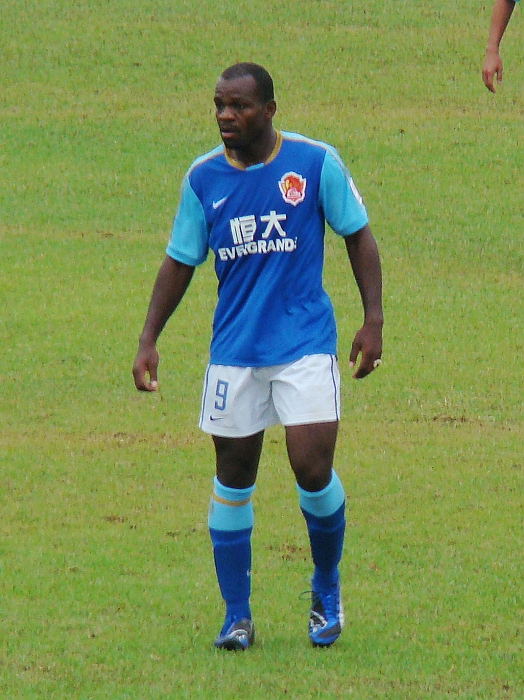
Шарль Гбеке у складі «Гуанчжоу Евергранд». 2010 рік.

2 травня 2003 року він підписав контракт із клубом «Оттава Візардс» з CPSL. Під час сезону 2003 року він допоміг команді залишитися непереможеною, дозволивши клубу виграти свій третій титул чемпіона турніру поспіль. У 2004 році, коли «Оттаві» загрожувало вилучення з ліги, Гбеке був орендований клубом «Торонто Линкс» з А-ліги.
У 2005 році Гбеке ненадовго виступав у Європі, де грав у Данії за «Герфельге», але після того, як команда вилетіла до другого дивізіону, його контракт розірвали. Після цього він повернувся в «Торонто Линкс», але повернення в Торонто не було таким успішним, як його попередній термін з клубом, який страждав від посередніх виступів.
1 серпня 2005 року підписав контракт з клубом «Монреаль Імпакт», де грав до кінця року в першому дивізіоні USL. Наступного сезону Гбеке залишив Монреаль, щоб підписати угоду з клубом «Рочестер Рінос» на сезон 2006. Там йому вдалося забити лише два голи у 22 матчах чемпіонату, вийшовши з командою у фінал чемпіонату Першого дивізіону USL, де «носороги» зазнали поразки від «Вайткепса». У 2007 році повернувся у «Монреаль Імпакт», де провів ще два сезони, а також кілька ігор зіграв за резервну команду «Труа-Рів'єр Аттак». 2007 року забивши 10 голів, став найкращим бомбардиром USL.
30 червня 2008 року Гбеке повернувся у «Ванкувер Вайткепс», за який забив обидва голи у фіналі Першого дивізіону USL проти «Пуерто-Рико Айлендерз» (2:1), принісши своїй команді перемогу на турнірі. Наступного року Гбеке виграв нагороду «Золота бутса» Першого дивізіону USL, забивши 12 голів. Йому також вдалося другий рік поспіль привести «Вайткепс» до фіналу Чемпіонату. Їхнім суперником став «Монреаль Імпакт», що стало першим випадком в історії USL, коли фінальний матч складався з двох канадських клубів. На жаль для Гбеке та всієї його команди, вони зазнали поразки від, програвши з рахунком 1:3, 2:3. Гбеке покинув «Вайткепс» наприкінці сезону 2009 року.
У лютому 2010 року Гбеке переїхав до Китаю і підписав контракт з «Гуанчжоу Евергранд», який нещодавно вилетів до Першої ліги Китаю в результаті скандалу з договірними матчами. У сезоні 2010 року Гбеке забив 9 голів у 21 матчі, а «Гуанчжоу» посів перше місце в Першій лізі та з першої спроби повернувся у вищий дивізіон. Після закінчення сезону Гбеке не продовжив контракт з командою з Гуанчжоу і став вільним агентом. У травні 2011 року Шарль відправився на перевірку в бразильську команду Серії B «Америка», але не залишився в команді.

## Виступи за збірну
30 січня 2008 року дебютував в офіційних матчах у складі національної збірної Канади в товариській грі проти Мартініки (1:0). Згодом він того ж року зіграв ще у двох матчах кваліфікації до чемпіонату світу 2010 року. Наступного року у складі збірної був учасником розіграшу Золотого кубка КОНКАКАФ 2009 року у США, але за команду більше ніколи не грав.

## Досягнення
- Найкращий бомбардир Першого дивізіону USL: 2007 (10 голів), 2009 (12 голів)